# RAF-251
Der RAF-251 (russisch РАФ-251) ist ein Minibus aus der sowjetischen Rigaer Autobusfabrik (RAF). Das Fahrzeug war das erste eigene Modell des Herstellers und wurde bei RAF von 1955 bis 1958 in Serie produziert. Der Bus basiert, wie andere ähnliche sowjetische Fahrzeuge jener Zeit, technisch auf dem Lastwagen GAZ-51. Insgesamt entstanden 1460 Exemplare, bevor der Typ durch den kleineren und völlig neu konstruierten RAF-977 abgelöst wurde. 1958 wurden in einem Reparaturwerk, ebenfalls in Riga, unter der den Bezeichnungen RAF-975 und RAF-976 noch zwei modernisierte Varianten gebaut.

## Fahrzeuggeschichte

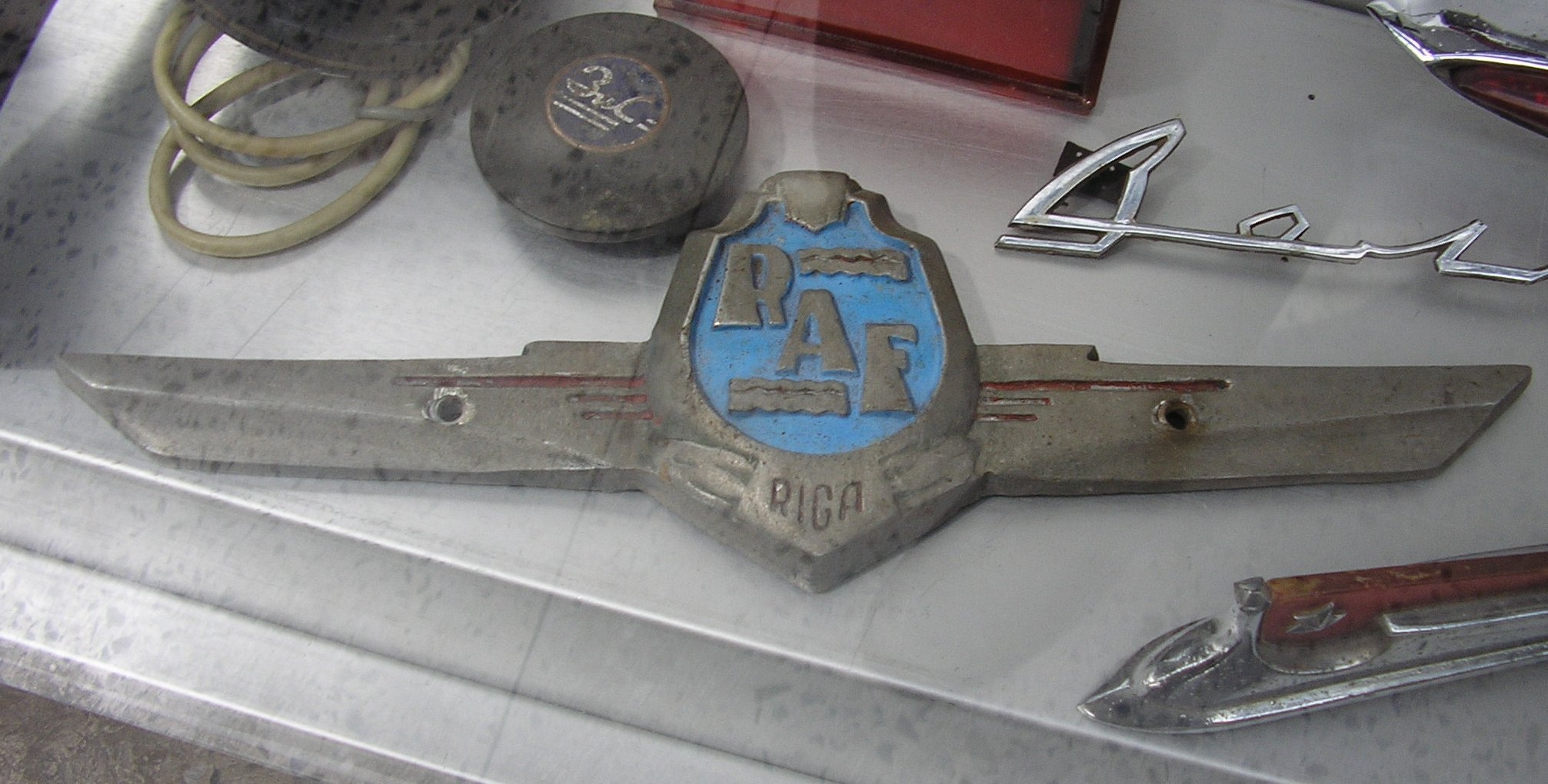
Frontemblem eines RAF-251 in einem Museum (2006)

Die spätere Rigaer Autobusfabrik begann spätestens 1953 mit der Fertigung hölzerner Karosserien für den GZA-651, einem Minibus auf Basis des Lastwagens GAZ-51, der bei verschiedenen sowjetischen Herstellern noch bis in die 1970er-Jahre gebaut wurde. Basierend auf diesen Erfahrungen wurde 1955 ein eigener Bus entwickelt, der ebenfalls auf dem Fahrgestell des GAZ-51 aufbaut. Entgegen dem genormten Bezeichnungssystem für sowjetische Kraftfahrzeuge erhielt das Modell die Bezeichnung RAF-251. Die Nummer 251 war eigentlich für das Nowosibirski Awtomobilny Sawod gedacht gewesen, das jedoch nie die Produktion aufnahm.
Die Serienfertigung des RAF-251 begann noch 1955. Am Fahrgestell des Lastwagens wurden einige Änderungen vorgenommen, insbesondere wurde es vorne und hinten verlängert. Anders als der GZA-651, der noch als Langhauber konstruiert wurde, hat der RAF-251 eine Frontlenkerkarosse, der Motor liegt im Innenraum neben dem Fahrer. Entsprechend mussten auch an der Technik diverse Änderungen vorgenommen werden. Die Lenksäule wurde gekürzt und steht fast senkrecht, alle Pedale und auch der Schalthebel wurden versetzt. Auch die Position der Handbremse wurde verändert. Da deutlich mehr Gewicht auf der Vorderachse lag, wurden die vorderen Blattfedern um je zwei Lagen verstärkt. Die Karosserie des Buses bestand aus einem hölzernen Rahmen der mit Blech von außen beplankt wurde. Der Fußboden besteht aus behandeltem, 15 mm starken Sperrholz, auf dem Linoleum ausgelegt wurde. Für eine bessere Belüftung des Fahrgastraumes wurden zwei Lufteinlässe auf dem Dach montiert. Außerdem wurde das Fahrzeug mit einem Radio aus dem Moskwitsch-400 ausgestattet, die Antenne befand sich auf dem Dach und die Lautsprecher in der Trennwand zwischen Fahrerplatz und Fahrgastraum. Die Türen wurden pneumatisch bedient. Nachteilig an der neuen Frontlenkerkonstruktion war vor allem der schlechte Zugang zum Motorraum für Wartung und Reparaturen. Die Prototypen hatten noch geschlossene Radkästen, was jedoch nicht in die Serienfertigung übernommen wurde. Die Innenbeleuchtung wurde mit Scheinwerfern vom GAZ-12 ZIM realisiert.
Die Serienexemplare wurden mit einem anderen Kühlergrill als die Prototypen versehen, die Fenster wurden nicht mehr direkt in Holzrahmen montiert, sondern mit Gummidichtungen versehen. Bis 1958 wurden insgesamt 1460 Exemplare bei RAF gefertigt, offiziell endete die Serienfertigung damit. Tatsächlich wurden die Fahrzeuge ab diesem Zeitpunkt im 2. Rigaer Autoreparaturwerk (ARZ Nr. 2) als RAF-975 und RAF-976 mit nur geringfügig geänderter Optik weiter produziert, bis wann genau ist unklar. Im Gegensatz zum RAF-251 erhielten sie aber die korrekten Bezeichnungen für Fahrzeuge aus der Rigaer Autobusfabrik und auch entsprechende Embleme. Lange nach Produktionsende wurde in der zweiten Hälfte der 1960er-Jahre im gleichen Werk als RAF-976M noch eine Kleinserie neuer Busse gebaut, die eine völlig andere Stahlkarosserie erhielten. RAF fertigte schon ab 1958 den Nachfolger RAF-977, der sich optisch und technisch komplett vom RAF-251 unterschied.

## Modellvarianten
Auf Basis des RAF-251 wurden verschiedene Fahrzeuge und Modellvarianten gebaut.
- RAF-251 – Grundversion mit 22+1 Sitzplätzen, gebaut für den innerstädtischen Verkehr ab 1955.
- RAF-251S – Variante mit nur einer Passagiertür und dafür 27 Sitzplätzen. Auch am Kühler und an der Radnabe wurden kleinere Änderungen vorgenommen. Dieses Modell war für den Vorortverkehr oder ländliche Gebiete gedacht, wo weniger Haltestellen angefahren wurden und die höhere Passagierkapazität wichtiger war als ein schnelles Ein- und Aussteigen.
- RAF-251T – Gütertaxi für den kombinierten Transport von Passagieren und Fracht. 14 Passagiere und 800 kg Nutzlast können mitgeführt werden. Nur im vorderen Bereich für die Passagiere hat der Bus Fenster.
- RAF-251-Pickup – Ähnlich dem RAF-251T, jedoch mit offener Ladefläche im hinteren Bereich, möglicherweise nicht in Serie gebaut.
- RAF-975 – Ab 1958 im 2. Rigaer Autoreparaturwerk (ARZ Nr. 2) gebaute RAF-251, noch mit Karosserierahmen aus Holz. Sowohl Bezeichnung als auch Logo am Fahrzeug wurden von der Rigaer Autobusfabrik übernommen.
- RAF-976 – Modernisierte Version des RAF-975 mit kleineren Neuerungen. Äußerlich unterschieden sich die Modelle nur durch einen geänderten Kühlergrill.
- RAF-976M – Das 2. Rigaer Autoreparaturwerk baute ab 1967 in Kleinserie einen völlig neuen Bus mit Ganzmetallkarosse und neuem Design unter dieser Bezeichnung, der mit dem ursprünglichen Modell nur sehr entfernt noch etwas zu tun hat. Er bot 30 Passagieren Platz.

## Technische Daten
Für die Grundversion RAF-251.
- Motor: Sechszylinder-Reihen-Ottomotor
- Motortyp: „GAZ-51“, aus dem Lastwagen GAZ-51
- Leistung: 80 PS (59 kW) bei 3600 min−1
- Hubraum: 3,48 l
- Bohrung: 82,0 mm
- Hub: 110,0 mm
- maximales Drehmoment: 211 Nm
- Verdichtung: 6,2:1
- Gemischaufbereitung: Vergaser, Typ K-49A oder K-22G
- Zündfolge: 1–5–3–6–2–4
- Anlasser: ST-8, 1,7 PS Leistung
- Lichtmaschine: G-21, 224 W Leistung
- Bordspannung: 12 V
- Getriebe: Viergang-Schaltgetriebe mit Rückwärtsgang
- Kupplung: Einscheiben-Trockenkupplung
- Höchstgeschwindigkeit: 70 km/h
- Treibstoffverbrauch: 30 l/100 km
- Tankinhalt: 105 l Benzin mit mindestens 66 Oktan
- Bremsweg aus 30 km/h: 9,3 m
- Antriebsformel: 4×2

Abmessungen und Gewichte
- Länge: 6696 mm
- Breite: 2450 mm
- Höhe: 2700 mm
- Radstand: 3300 mm
- Bodenfreiheit: mindestens 245 mm
- Spurweite vorne: 1585 mm
- Spurweite hinten: 1650 mm (Doppelbereifung)
- Wendekreis: 15,2 m Durchmesser, gemessen am Vorderrad
- Sitzplätze: 22+1
- Stehplätze: 7
- Passagierkapazität insgesamt: 29
- Leergewicht: 4040 kg
- zulässiges Gesamtgewicht: 6365 kg
- Achslast vorne: 2235 kg
- Achslast hinten: 4130 kg
- Reifengröße: 7,50-20″
- Anzahl Türen: 2 Passagiertüren + separate Fahrertür